# 총시청률
광고에서 총시청률(영어: gross rating point, GRP)은 광고가 영향을 미치는 시청자의 규모를 측정한다. GRP는 "사람들이 쉽게 기억할 수 있을 때까지 얼마나 자주 봐야 하는가"와 "원하는 결과가 나타나기까지 몇 번이나 봐야 하는가"에 대한 답을 찾는 데 도움이 된다.

## 개요
총시청률은 특정 매체나 스케줄을 사용하는 캠페인의 영향력을 측정하는 지표이다. 이는 노출을 타겟 인구의 백분율로, 빈도를 곱하여 정량화한다. 이 백분율은 100보다 크거나 훨씬 클 수 있다.
타겟 시청률은 동일한 개념을 표현하지만, 더 좁게 정의된 타겟 시청자를 대상으로 한다.
GRP는 주로 높은 잠재 노출 또는 노출을 가진 미디어를 측정하는 데 사용된다. 닐슨 미디어 리서치는 GRP를 사용하는 회사의 예이다.

## 목적
"오늘날의 파편화된 미디어 세상"에서 GRP의 가치는 Advertising Research Foundation의 Journal of Advertising Research에 따르면 인터넷 이전 시대보다 훨씬 크다. "요구되는 빈도가 제품 및 경쟁 환경에 따라 달라지므로", GRP 지표의 목적은 광고 캠페인 대상 인구 대비 노출을 측정하는 것이다. GRP 값은 미디어 구매자들이 미디어 계획 구성 요소의 광고력을 비교하는 데 흔히 사용된다.
라디오 및 TV와 같은 기존 미디어의 경우, 멀티태스킹은 GRP당 가치를 감소시켰으며, 2020년 중반에 설득 시청률(Persuasion Rating Point, PRP)이라는 지표가 제안되었다.

## 구성
"1 GRP는 시장 내 잠재 성인 텔레비전 시청자(또는 라디오 청취자) 전체의 1%이다." 만약 그들이 광고에 세 번 노출되면, 그것은 3 GRP이다.
GRP는 단순히 타겟 인구 규모와 관련된 총 노출수이다: 이들은 캠페인 내 개별 광고의 시청률을 합산하여 가장 직접적으로 계산된다.
수학적으로:
GRP (%) = 100 * 총 노출수 (#) ÷ 정의된 인구 (#)
GRP (%) = 100 * 도달률 (%) × 평균 빈도 (#)
세 가지 예:
- 10만 명의 정의된 인구를 대상으로 여러 에피소드나 TV 방송국에 10만 건의 광고 노출이 발생했다면, 총 100 GRP이다. 그러나 총 도달률이 항상 100%인 것은 아니다.
- 텔레비전 프로그램의 각 에피소드를 평균 12%의 사람들이 시청하고, 5개 에피소드에 광고가 게재되었다면, 해당 캠페인은 12 × 5 = 60 GRP이다.
- 50%가 세 에피소드를 시청했다면, 150 GRP이다.

## 같이 보기
- 타겟 시청률